# Sportvagns-EM
Sportvagns-EM var ett europeiskt sportvagnsmästerskap som anordnades av FIA under 1970-talet.

## Historia

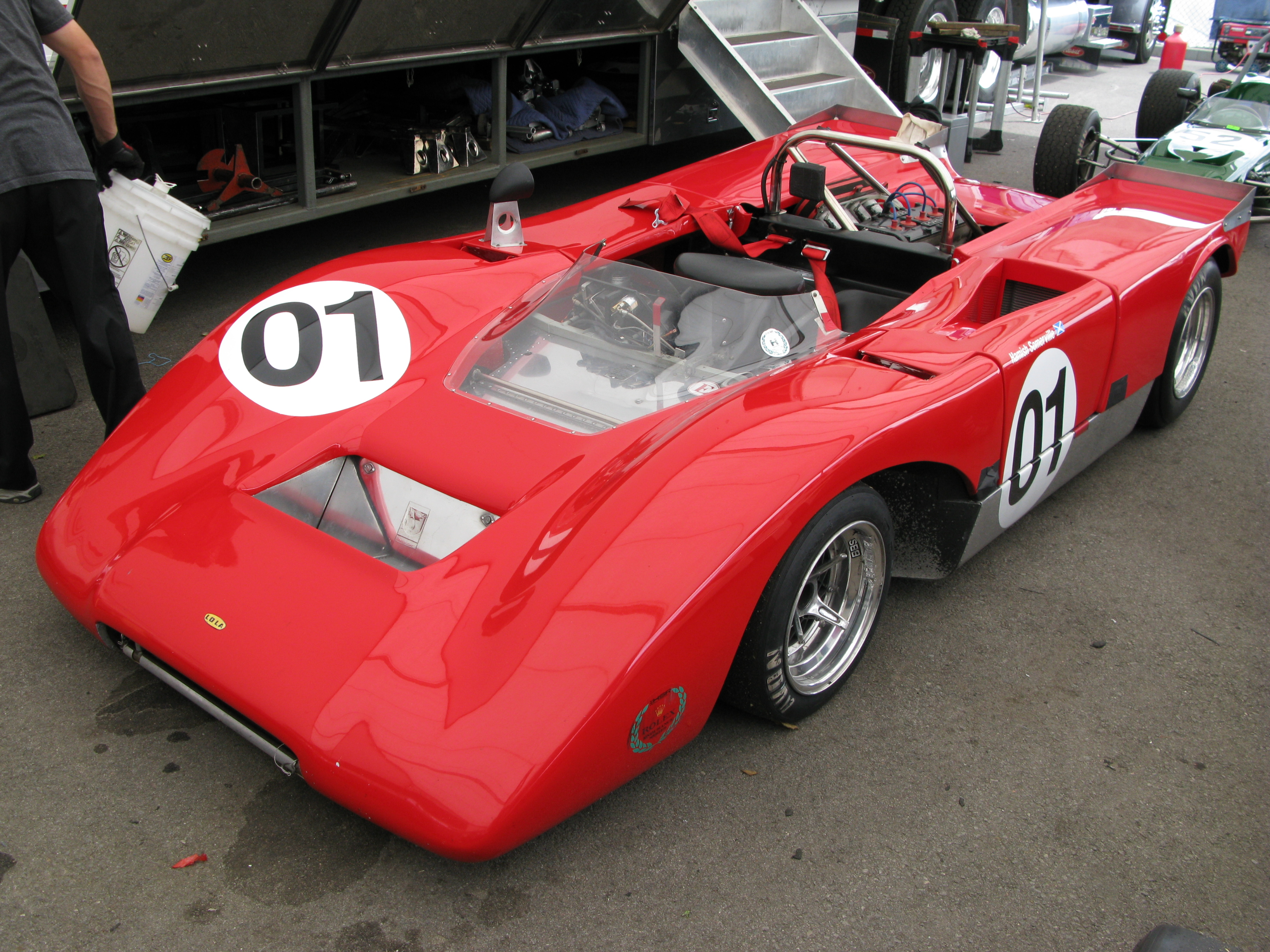
Lola T212 från säsongen 1971.

### 1970 - 1975
Små öppna sportvagnsprototyper med tvålitersmotorer var populära bland privatförare och till 1970 fick de ett eget europamästerskap som kördes som supportklass till sportvagns-VM. Serien drog till sig många av tidens bästa förare och flera nya tillverkare, även om säsongen 1975 ställdes in redan efter två deltävlingar på grund av stigande kostnader.

### 1976 - 1977
Till 1976 hade FIA infört nya regler för Grupp 6-bilarna och mästerskapet uppdaterades till ett VM som kördes parallellt med det ordinarie sportvagns-VM. Förutom de tidigare tvålitersbilarna infördes även en klass för sportvagnsprototyper med större motorer. Under två säsonger kördes endast en tävling utanför Europa.

### 1978
1978 hade mästerskapet åter degraderats till ett EM. Serien kördes fortfarande i två klasser, med motorer under eller över två liter. På grund av minskat intresse för sportvagnsprototyperna lades mästerskapet ned efter denna säsong.

### 1983
1982 hade Grupp C-bilarna introducerats i sportvagns-VM och året därpå infördes även ett EM för Grupp C. Förutom fem tävlingar som kördes gemensamt med VM hölls ytterligare tre lopp enbart för EM. Tyvärr blev det inte fler än denna enda säsong med Grupp C –EM.

## Mästare
| År          | Förare                   | Tillverkare    |
| ----------- | ------------------------ | -------------- |
| 1970        | Joakim Bonnier           | Chevron        |
| 1971        | Helmut Marko             | Lola           |
| 1972        | Arturo Merzario          | Abarth-Osella  |
| 1973        | Chris Craft              | Lola           |
| 1974        | Alain Serpaggi           | Alpine-Renault |
| 1975        | Inställd                 | Inställd       |
| 1976 - 1977 | WSC                      | WSC            |
| 1978        | Reinhold Joest (Klass 1) |                |
| 1978        | "Gimax" (Klass 2)        |                |
|             |                          |                |
| 1983        | Bob Wollek               |                |